# Erik Stagsted
Erik Stagsted (født 11. juni 1948) er en dansk lokalpolitiker og tidligere formand for Danske Ældreråd. Han er medlem af Socialdemokratiet og har siden 2022 været medlem af byrådet i Vesthimmerlands Kommune, hvor han er tilknyttet Kultur- og Fritidsudvalget og Klimaudvalget.

## Baggrund og karriere
Erik Stagsted er oprindeligt uddannet snedker og arbejdede i en årrække som Falckredder i Løgstør. Senere tog han en HF og blev uddannet socionom. Han har blandt andet arbejdet som miljø- og socialfaglig konsulent samt som højskolelærer. I over 26 år var han tilknyttet fagbevægelsen og det folkeoplysende arbejde. 

### Ældrepolitik
Erik Stagsted har haft en lang karriere inden for Ældrerådet. Han var i 12 år formand for Ældrerådet i Vesthimmerland, 6 år formand for Regionsældrerådet og sad i 8 år i hovedbestyrelsen for Danske Ældreråd, herunder en periode som landsformand.
I februar 2019 trak han sig som landsformand for Danske Ældreråd med øjeblikkelig virkning. Ifølge meddelelser i pressen skyldtes beslutningen både trusler mod hans person samt interne uenigheder i organisationen. I en udtalelse til Berlingske sagde han: "Hverken jeg eller min familie kan holde til det her. Det kan vi simpelthen ikke.".

### Byrådspolitik
Ved kommunalvalget i 2021 blev Erik Stagsted valgt ind i Vesthimmerlands Kommunes byråd for Socialdemokratiet. Selvom partiet gik tilbage i stemmetal, blev Stagsted valgt ind og tildelt en plads i Kultur- og Fritidsudvalget. Han er desuden ordfører for flere indsatsområder i Klimaudvalget, herunder Helhedsorienteret planlægning og Vanebrud.
I sin politiske gerning arbejder Stagsted for bred adgang til kulturelle tilbud og sundhedsydelser, især med fokus på ældre og sårbare grupper. Han har blandt andet talt for etablering af et nyt sundhedshus i Løgstør og decentrale vaccinationssteder under COVID-19-pandemien. Han er ligeledes udpeget til bestyrelsen for Røde Kors Hjemmet i Løgstør.

### Privatliv
Erik Stagsted er gift med Anne, og parret har boet i Løgstør siden 1970’erne. Sammen har de fejret guldbryllup. Stagsted har boet i Løgstør i over 50 år, hvor han har været aktiv i det lokale kulturliv og engageret i ældrepolitik.